# Psyttalia papuensis
Psyttalia papuensis är en stekelart som först beskrevs av Fischer 1966.  Psyttalia papuensis ingår i släktet Psyttalia och familjen bracksteklar. Inga underarter finns listade i Catalogue of Life.